# Olympic FC de Niamey
L'Olympic FC de Niamey és un club de futbol de Níger de la ciutat de Niamey. Va ser fundat l'any 1974 a partir del club de futbol Secteur 6. Juga a l'estadi Général Seyni Kountché Stadion de Niamey, amb capacitat per a 30.000 espectadors. Els seus colors són el vermell i el blanc i el seu sobrenom el de les lions de Lakouroussou.

## Palmarès
- Lliga nigerina de futbol:[1]
  - 1966, 1967, 1968, 1969, 1970 (com a Secteur 6)
  - 1976, 1977, 1978, 1989, 1998, 1999
- Copa nigerina de futbol:[2]
  - 1975, 1977, 1990, 1991, 2003